# Copa Sudamericana 2022
Die Copa Sudamericana 2022 war die 21. Ausspielung des nach der Copa Libertadores zweitwichtigsten südamerikanischen Fußballwettbewerbs für Vereinsmannschaften. Es nahmen insgesamt 56 Mannschaften aus den 10 Mitgliedsverbänden der CONMEBOL teil, darunter 12 ausgeschiedene Mannschaften aus dem laufenden Wettbewerb der Copa Libertadores 2022. Zum fünften Mal wurde der Wettbewerb auch analog zur Libertadores 2022 über das ganze Kalenderjahr ausgetragen werden. Aus Argentinien und Brasilien qualifizierten sich jeweils sechs, aus den übrigen 8 Ländern jeweils 4 Teilnehmer direkt für den Wettbewerb.
Am 25. November 2021 gab der Verband CONMEBOL bekannt, die seit 2005 geltende Auswärtstorregel nicht mehr anzuwenden, sondern bei Gleichstand die Entscheidung mit Verlängerung und Elfmeterschießen herbeizusuchen.
Zunächst war als Austragungsort des Endspiels das Estádio Nacional de Brasília Mané Garrincha in Brasília vorgesehen. Der brasilianische Verband CBF bat um eine Verlegung, da am folgenden Tag landesweite Wahlen angesetzt waren. Ende Juni 2022 wurde die Partie in das Estadio Mario Alberto Kempes im argentinischen Córdoba, zum vorgesehenen Temin am 1. Oktober, verlegt.

## Teilnehmer
| Land                      | Verein                     | Qualifikationsgrund                                                                                            | Ergebnis      |
| ------------------------- | -------------------------- | --- | ------------- |
| Argentinien 6 Startplätze | CA Banfield                | Playoff-Sieger um die Copa Sudamericana der Copa de la Superliga 2021                                          | Gruppenphase  |
| Argentinien 6 Startplätze | CSD Defensa y Justicia     | Bestes nicht für die Copa Libertadores qualifiziertes Team der Copa de la Superliga 2021                       | Gruppenphase  |
| Argentinien 6 Startplätze | CA Independiente           | Zweitbestes nicht für die Copa Libertadores qualifiziertes Team der Copa de la Superliga 2021                  | Gruppenphase  |
| Argentinien 6 Startplätze | CA Lanús                   | Drittbestes nicht für die Copa Libertadores qualifiziertes Team der Copa de la Superliga 2021                  | Achtelfinale  |
| Argentinien 6 Startplätze | Racing Club                | Viertbestes nicht für die Copa Libertadores qualifiziertes Team der Copa de la Superliga 2021                  | Gruppenphase  |
| Argentinien 6 Startplätze | Unión de Santa Fe          | Fünftbestes nicht für die Copa Libertadores qualifiziertes Team der Copa de la Superliga 2021                  | Achtelfinale  |
| Bolivien 4 Startplätze    | Royal Pari FC              | Bestes nicht für die Copa Libertadores qualifiziertes Team der Primera División 2021                           | 1. Runde      |
| Bolivien 4 Startplätze    | Oriente Petrolero          | Zweitbestes nicht für die Copa Libertadores qualifiziertes Team der Primera División 2021                      | Gruppenphase  |
| Bolivien 4 Startplätze    | Club Jorge Wilstermann     | Drittbestes nicht für die Copa Libertadores qualifiziertes Team der Primera División 2021                      | Gruppenphase  |
| Bolivien 4 Startplätze    | CD Guabirá                 | Viertbestes nicht für die Copa Libertadores qualifiziertes Team der Primera División 2021                      | 1. Runde      |
| Brasilien 6 Startplätze   | Atlético Goianiense        | Bestes nicht für die Copa Libertadores qualifiziertes Team des Campeonato Brasileiro Série A 2021              | Halbfinale    |
| Brasilien 6 Startplätze   | FC Santos                  | Zweitbestes nicht für die Copa Libertadores qualifiziertes Team des Campeonato Brasileiro Série A 2021         | Achtelfinale  |
| Brasilien 6 Startplätze   | Ceará SC                   | Drittbestes nicht für die Copa Libertadores qualifiziertes Team des Campeonato Brasileiro Série A 2021         | Viertelfinale |
| Brasilien 6 Startplätze   | Internacional Porto Alegre | Viertbestes nicht für die Copa Libertadores qualifiziertes Team des Campeonato Brasileiro Série A 2021         | Viertelfinale |
| Brasilien 6 Startplätze   | FC São Paulo               | Fünftbestes nicht für die Copa Libertadores qualifiziertes Team des Campeonato Brasileiro Série A 2021         | Finale        |
| Brasilien 6 Startplätze   | Cuiabá EC                  | Sechstbestes nicht für die Copa Libertadores qualifiziertes Team des Campeonato Brasileiro Série A 2021        | Gruppenphase  |
| Chile 4 Startplätze       | Unión La Calera            | Bestes nicht für die Copa Libertadores qualifiziertes Team der Primera División de Chile 2021                  | Gruppenphase  |
| Chile 4 Startplätze       | Unión Española             | Zweitbestes nicht für die Copa Libertadores qualifiziertes Team der Primera División de Chile 2021             | 1. Runde      |
| Chile 4 Startplätze       | CD Antofagasta             | Drittbestes nicht für die Copa Libertadores qualifiziertes Team der Primera División de Chile 2021             | Gruppenphase  |
| Chile 4 Startplätze       | Deportivo Ñublense         | Viertbestes nicht für die Copa Libertadores qualifiziertes Team der Primera División de Chile 2021             | 1. Runde      |
| Ecuador 4 Startplätze     | 9 de Octubre               | Bestes nicht für die Copa Libertadores qualifiziertes Team der Gesamttabelle der Serie A 2021                  | Gruppenphase  |
| Ecuador 4 Startplätze     | LDU Quito                  | Zweitbestes nicht für die Copa Libertadores qualifiziertes Team der Gesamttabelle der Serie A 2021             | Gruppenphase  |
| Ecuador 4 Startplätze     | Mushuc Runa                | Drittbestes nicht für die Copa Libertadores qualifiziertes Team der Gesamttabelle der Serie A 2021             | 1. Runde      |
| Ecuador 4 Startplätze     | Delfín SC                  | Viertbestes nicht für die Copa Libertadores qualifiziertes Team der Gesamttabelle der Serie A 2021             | 1. Runde      |
| Kolumbien 4 Startplätze   | Atlético Junior            | Bestes nicht für die Copa Libertadores qualifiziertes Team der Gesamttabelle der Categoría Primera A 2021      | Gruppenphase  |
| Kolumbien 4 Startplätze   | América de Cali            | Zweitbestes nicht für die Copa Libertadores qualifiziertes Team der Gesamttabelle der Categoría Primera A 2021 | 1. Runde      |
| Kolumbien 4 Startplätze   | La Equidad                 | Drittbestes nicht für die Copa Libertadores qualifiziertes Team der Gesamttabelle der Categoría Primera A 2021 | 1. Runde      |
| Kolumbien 4 Startplätze   | Independiente Medellín     | Sieger der Copa Colombia 2020                                                                                  | Gruppenphase  |
| Paraguay 4 Startplätze    | Club Nacional              | Bestes nicht für die Copa Libertadores qualifiziertes Team der Gesamttabelle der Primera División 2021         | 1. Runde      |
| Paraguay 4 Startplätze    | Guaireña FC                | Zweitbestes nicht für die Copa Libertadores qualifiziertes Team der Gesamttabelle der Primera División 2021    | Gruppenphase  |
| Paraguay 4 Startplätze    | Club Sol de América        | Finalist der Copa Paraguay 2021                                                                                | 1. Runde      |
| Paraguay 4 Startplätze    | General Caballero JLM      | Meister der 2021 División Intermedia                                                                           | Gruppenphase  |
| Peru 4 Startplätze        | FBC Melgar                 | Bestes nicht für die Copa Libertadores qualifiziertes Team der Gesamttabelle der Primera División 2021         | Halbfinale    |
| Peru 4 Startplätze        | CS Cienciano               | Zweitbestes nicht für die Copa Libertadores qualifiziertes Team der Gesamttabelle der Primera División 2021    | 1. Runde      |
| Peru 4 Startplätze        | Sport Boys                 | Drittbestes nicht für die Copa Libertadores qualifiziertes Team der Gesamttabelle der Primera División 2021    | 1. Runde      |
| Peru 4 Startplätze        | Ayacucho FC                | Viertbestes nicht für die Copa Libertadores qualifiziertes Team der Gesamttabelle der Primera División 2021    | Gruppenphase  |
| Uruguay 4 Startplätze     | Cerro Largo FC             | Bestes nicht für die Copa Libertadores qualifiziertes Team der Gesamttabelle der Primera División 2021         | 1. Runde      |
| Uruguay 4 Startplätze     | Montevideo Wanderers       | Zweitbestes nicht für die Copa Libertadores qualifiziertes Team der Gesamttabelle der Primera División 2021    | Gruppenphase  |
| Uruguay 4 Startplätze     | Liverpool Montevideo       | Drittbestes nicht für die Copa Libertadores qualifiziertes Team der Gesamttabelle der Primera División 2021    | 1. Runde      |
| Uruguay 4 Startplätze     | River Plate Montevideo     | Viertbestes nicht für die Copa Libertadores qualifiziertes Team der Gesamttabelle der Primera División 2021    | Gruppenphase  |
| Venezuela 4 Startplätze   | Deportivo La Guaira        | Fünfter der Finalphase A der Primera División 2021                                                             | Gruppenphase  |
| Venezuela 4 Startplätze   | Estudiantes de Mérida      | Sechster der Finalphase A der Primera División 2021                                                            | 1. Runde      |
| Venezuela 4 Startplätze   | Metropolitanos FC          | Sieger der Finalphase B der Primera División 2021                                                              | Gruppenphase  |
| Venezuela 4 Startplätze   | Hermanos Colmenarez        | Zweiter der Finalphase B der Primera División 2021                                                             | 1. Runde      |

Zusätzlich kommen folgende ausgeschiedene Teams aus der Copa Libertadores dazu.
| Beste der in der 3. Qualifikationsrunde der Copa Libertadores 2022 ausgeschiedenen Teams | Ergebnis      |
| ---------------------------------------------------------------------------------------- | ------------- |
| Fluminense Rio de Janeiro                                                                | Gruppenphase  |
| Everton de Viña del Mar                                                                  | Gruppenphase  |
| Universidad Católica del Ecuador                                                         | Gruppenphase  |
| Barcelona Sporting Club                                                                  | Gruppenphase  |
| Drittplatzierte Teams der Gruppenphase der Copa Libertadores 2022                        | Ergebnis      |
| Deportivo Táchira FC                                                                     | Viertelfinale |
| Club The Strongest                                                                       | Achtelfinale  |
| Nacional Montevideo                                                                      | Viertelfinale |
| Independiente del Valle                                                                  | Sieger        |
| Deportivo Cali                                                                           | Achtelfinale  |
| CSD Colo-Colo                                                                            | Achtelfinale  |
| Club Olimpia                                                                             | Achtelfinale  |
| CD Universidad Católica                                                                  | Achtelfinale  |

## Modus
Die 1. Runde des Wettbewerbs wurde im K.-o.-System mit Hin- und Rückspiel in nationalen Duellen ausgetragen, deren Sieger sich für die Gruppenphase qualifizieren. Die sechs Vereine aus Brasilien und Argentinien nahmen direkt an der Gruppenphase teil. In acht Gruppen mit je vier Mannschaften qualifizierte sich der jeweilige Gruppensieger für das Achtelfinale. Dieser spielte gegen einen der acht Gruppendritten der Copa Libertadores 2022. Ab dem Achtelfinale wurde der Sieger im K.-o.-System mit Hin- und Rückspiel ermittelt. Das Finale wurde auf Beschluss der CONMEBOL in nur einem Spiel entschieden. In der 1. Runde starteten die 44 direkt qualifizierten Teilnehmer aus allen 10 Mitgliedsländern der CONMEBOL. Der Titelverteidiger nahm nicht am Wettbewerb teil, da er automatisches Startrecht in der parallel ausgetragenen Copa Libertadores hatte. Bei Punkt- und Torgleichheit gilt erstmals nicht mehr die Auswärtstorregel, sondern es folgte im Anschluss an das Rückspiel unmittelbar ein Elfmeterschießen.

## 1. Runde
Teilnehmer waren je vier Mannschaften aus den acht Ländern Südamerikas mit Ausnahme von Argentinien und Brasilien. Die Spiele fanden zwischen dem 8. März Februar und dem 17. März 2022 statt. Die Auslosung am 20. Dezember 2021 ergab folgende Paarungen:
| Datum       |                        | Gesamt          |                        | Hinspiel | Rückspiel |
| ----------- | ---------------------- | --------------- | ---------------------- | -------- | --------- |
| 10.3./17.3. | Club Jorge Wilstermann | 4:3             | CD Guabirá             | 4:0      | 0:3       |
| 08.3./15.3. | Royal Pari FC          | 2:6             | Oriente Petrolero      | 2:3      | 0:3       |
| 10.3./17.3. | Unión Española         | 2:2 (1:4 i. E.) | Deportes Antofagasta   | 1:2      | 1:0       |
| 08.3./15.3. | Deportivo Ñublense     | 1:2             | Unión La Calera        | 0:0      | 1:2       |
| 10.3./17.3. | La Equidad             | 1:3             | Atlético Junior        | 0:0      | 1:3       |
| 09.3./16.3. | Independiente Medellín | 3:3 (3:1 i. E.) | América de Cali        | 2:1      | 1:2       |
| 10.3./17.3. | Delfín SC              | 1:3             | 9 de Octubre           | 1:1      | 0:2       |
| 09.3./16.3. | Mushuc Runa            | 1:3             | LDU Quito              | 0:2      | 1:1       |
| 10.3./17.3. | Club Nacional          | 0:1             | Guaireña FC            | 0:1      | 0:0       |
| 09.3./16.3. | Club Sol de América    | 1:5             | General Caballero JLM  | 0:3      | 1:2       |
| 09.3./16.3. | Ayacucho FC            | 4:3             | Sport Boys             | 2:0      | 2:3       |
| 08.3./15.3. | CS Cienciano           | 1:2             | FBC Melgar             | 1:1      | 0:1       |
| 10.3./17.3. | Montevideo Wanderers   | 3:1             | Cerro Largo FC         | 2:1      | 1:0       |
| 09.3./16.3. | Liverpool Montevideo   | 0:3             | River Plate Montevideo | 0:1      | 0:2       |
| 08.3./15.3. | Estudiantes de Mérida  | 0:6             | Metropolitanos FC      | 0:2      | 0:4       |
| 10.3./17.3. | Hermanos Colmenarez    | 2:3             | Deportivo La Guaira    | 2:0      | 0:3       |

## Gruppenphase

### Gruppe A
| Pl. | Verein                  | Sp. | S | U | N | Tore    | Diff. | Punkte |
| --- | ----------------------- | --- | - | - | - | ------- | ----- | ------ |
| 1.  | CA Lanús                | 6   | 3 | 2 | 1 | 007:400 | +3    | 11     |
| 2.  | Barcelona Sporting Club | 6   | 2 | 3 | 1 | 009:800 | +1    | 09     |
| 3.  | Montevideo Wanderers    | 6   | 2 | 2 | 2 | 006:700 | −1    | 08     |
| 4.  | Metropolitanos FC       | 6   | 0 | 3 | 3 | 003:600 | −3    | 03     |

| 7. April                |           |                         |                                             |
| Barcelona Sporting Club | 4:2 (3:1) | Montevideo Wanderers    | Estadio Monumental Banco Pichincha          |
| 7. April                |           |                         |                                             |
| Metropolitanos FC       | 0:0       | CA Lanús                | Estadio Olímpico de la Universidad Central  |
| 14. April               |           |                         |                                             |
| Montevideo Wanderers    | 1:1 (1:1) | Metropolitanos FC       | Estadio Centenario                          |
| 14. April               |           |                         |                                             |
| CA Lanús                | 3:1 (1:0) | Barcelona Sporting Club | Estadio Ciudad de Lanús – Néstor Díaz Pérez |
| 28. April               |           |                         |                                             |
| Montevideo Wanderers    | 0:1 (0:0) | CA Lanús                | Estadio Centenario                          |
| 28. April               |           |                         |                                             |
| Barcelona Sporting Club | 1:0 (1:0) | Metropolitanos FC       | Estadio Monumental Banco Pichincha          |
| 4. Mai                  |           |                         |                                             |
| Metropolitanos FC       | 0:1 (0:1) | Montevideo Wanderers    | Estadio Olímpico de la Universidad Central  |
| 4. Mai                  |           |                         |                                             |
| Barcelona Sporting Club | 1:1 (1:0) | CA Lanús                | Estadio Monumental Banco Pichincha          |
| 19. Mai                 |           |                         |                                             |
| CA Lanús                | 1:2 (0:0) | Montevideo Wanderers    | Estadio Ciudad de Lanús – Néstor Díaz Pérez |
| 19. Mai                 |           |                         |                                             |
| Metropolitanos FC       | 2:2 (1:1) | Barcelona Sporting Club | Estadio Olímpico de la Universidad Central  |
| 25. Mai                 |           |                         |                                             |
| CA Lanús                | 1:0 (0:0) | Metropolitanos FC       | Estadio Ciudad de Lanús – Néstor Díaz Pérez |
| 25. Mai                 |           |                         |                                             |
| Montevideo Wanderers    | 0:0       | Barcelona Sporting Club | Estadio Centenario                          |

### Gruppe B
| Pl. | Verein                   | Sp. | S | U | N | Tore    | Diff. | Punkte |
| --- | ------------------------ | --- | - | - | - | ------- | ----- | ------ |
| 1.  | FBC Melgar               | 6   | 4 | 0 | 2 | 010:600 | +4    | 12     |
| 2.  | Racing Club (Avellaneda) | 6   | 4 | 0 | 2 | 007:500 | +2    | 12     |
| 3.  | Cuiabá EC                | 6   | 2 | 0 | 4 | 007:100 | −3    | 06     |
| 4.  | River Plate Montevideo   | 6   | 2 | 0 | 4 | 005:800 | −3    | 06     |

| 7. April               |           |                        |                               |
| Cuiabá EC              | 2:0 (0:0) | FBC Melgar             | Arena Pantanal                |
| River Plate Montevideo | 0:1 (0:1) | Racing Club}           | Estadio Centenario            |
| 13. April              |           |                        |                               |
| FBC Melgar             | 2:0 (1:0) | River Plate Montevideo | Estadio Monumental de la UNSA |
| Racing Club            | 2:0 (1:0) | Cuiabá EC              | Estadio Presidente Perón      |
| 27. April              |           |                        |                               |
| FBC Melgar             | 3:1 (1:0) | Racing Club            | Estadio Monumental de la UNSA |
| Cuiabá EC              | 1:2 (0:2) | River Plate Montevideo | Arena Pantanal                |
| 3. Mai                 |           |                        |                               |
| River Plate Montevideo | 1:2 (0:1) | FBC Melgar             | Estadio Centenario            |
| Cuiabá EC              | 1:2 (1:0) | Racing Club            | Arena Pantanal                |
| 18. Mai                |           |                        |                               |
| Racing Club            | 1:0 (1:0) | FBC Melgar             | Estadio Presidente Perón      |
| River Plate Montevideo | 1:2 (0:1) | Cuiabá EC              | Estadio Centenario            |
| 26. Mai                |           |                        |                               |
| Racing Club            | 0:1 (0:0) | River Plate Montevideo | Estadio Presidente Perón      |
| FBC Melgar             | 3:1 (1:0) | Cuiabá EC              | Estadio Monumental de la UNSA |

### Gruppe C
| Pl. | Verein                           | Sp. | S | U | N | Tore    | Diff. | Punkte |
| --- | -------------------------------- | --- | - | - | - | ------- | ----- | ------ |
| 1.  | FC Santos                        | 6   | 3 | 2 | 1 | 007:500 | +2    | 11     |
| 2.  | Unión La Calera                  | 6   | 3 | 2 | 1 | 006:400 | +2    | 11     |
| 3.  | Universidad Católica del Ecuador | 6   | 1 | 2 | 3 | 007:800 | −1    | 05     |
| 4.  | CA Banfield                      | 6   | 1 | 2 | 3 | 003:600 | −3    | 05     |

| 5. April                         |           |                                  |                            |
| Universidad Católica del Ecuador | 0:0       | Unión La Calera                  | Estadio Olímpico Atahualpa |
| CA Banfield                      | 1:0 (1:0) | FC Santos                        | Estadio Florencio Sola     |
| 13. April                        |           |                                  |                            |
| FC Santos                        | 3:2 (1:2) | Universidad Católica del Ecuador | Estádio Urbano Caldeira    |
| 14. April                        |           |                                  |                            |
| Unión La Calera                  | 1:0 (1:0) | CA Banfield                      | Estadio Sausalito          |
| 27. April                        |           |                                  |                            |
| Universidad Católica del Ecuador | 2:0 (0:0) | CA Banfield                      | Estadio Olímpico Atahualpa |
| Unión La Calera                  | 1:1 (1:1) | FC Santos                        | Estadio Sausalito          |
| 5. Mai                           |           |                                  |                            |
| CA Banfield                      | 0:1 (0:0) | Unión La Calera                  | Estadio Florencio Sola     |
| Universidad Católica del Ecuador | 0:1 (0:0) | FC Santos                        | Estadio Olímpico Atahualpa |
| 17. Mai                          |           |                                  |                            |
| CA Banfield                      | 1:1 (0:0) | Universidad Católica del Ecuador | Estadio Florencio Sola     |
| 18. Mai                          |           |                                  |                            |
| FC Santos                        | 1:0 (0:0) | Unión La Calera                  | Estádio Urbano Caldeira    |
| 24. Mai                          |           |                                  |                            |
| FC Santos                        | 1:1 (1:1) | CA Banfield                      | Estádio Urbano Caldeira    |
| Unión La Calera                  | 3:2 (2:1) | Universidad Católica del Ecuador | Estadio Sausalito          |

### Gruppe D
| Pl. | Verein                  | Sp. | S | U | N | Tore    | Diff. | Punkte |
| --- | ----------------------- | --- | - | - | - | ------- | ----- | ------ |
| 1.  | FC São Paulo            | 6   | 5 | 1 | 0 | 012:300 | +9    | 16     |
| 2.  | Everton de Viña del Mar | 6   | 3 | 2 | 1 | 007:400 | +3    | 11     |
| 3.  | Ayacucho FC             | 6   | 1 | 1 | 4 | 005:800 | −3    | 04     |
| 4.  | Club Jorge Wilstermann  | 6   | 0 | 2 | 4 | 002:110 | −9    | 02     |

| 5. April                |           |                         |                        |
| Everton de Viña del Mar | 1:1 (0:1) | Club Jorge Wilstermann  | Estadio Sausalito      |
| 7. April                |           |                         |                        |
| Ayacucho FC             | 2:3 (2:2) | FC São Paulo            | Estadio Nacional       |
| 13. April               |           |                         |                        |
| Club Jorge Wilstermann  | 0:2 (0:1) | Ayacucho FC             | Estadio Félix Capriles |
| 14. April               |           |                         |                        |
| FC São Paulo            | 2:0 (1:0) | Everton de Viña del Mar | Estádio do Morumbi     |
| 26. April               |           |                         |                        |
| Everton de Viña del Mar | 2:1 (0:0) | Ayacucho FC             | Estadio Sausalito      |
| 28. April               |           |                         |                        |
| Club Jorge Wilstermann  | 1:3 (1:1) | FC São Paulo            | Estadio Félix Capriles |
| 5. Mai                  |           |                         |                        |
| Everton de Viña del Mar | 0:0       | FC São Paulo            | Estadio Sausalito      |
| Ayacucho FC             | 0:0       | Club Jorge Wilstermann  | Estadio Nacional       |
| 18. Mai                 |           |                         |                        |
| Ayacucho FC             | 0:2 (0:0) | Everton de Viña del Mar | Estadio Nacional       |
| 19. Mai                 |           |                         |                        |
| FC São Paulo            | 3:0 (2:0) | Club Jorge Wilstermann  | Estádio do Morumbi     |
| 25. Mai                 |           |                         |                        |
| FC São Paulo            | 1:0 (0:0) | Ayacucho FC             | Estádio do Morumbi     |
| Club Jorge Wilstermann  | 0:2 (0:0) | Everton de Viña del Mar | Estadio Félix Capriles |

### Gruppe E
| Pl. | Verein                     | Sp. | S | U | N | Tore    | Diff. | Punkte |
| --- | -------------------------- | --- | - | - | - | ------- | ----- | ------ |
| 1.  | Internacional Porto Alegre | 6   | 3 | 3 | 0 | 012:500 | +7    | 12     |
| 2.  | Guaireña FC                | 6   | 2 | 4 | 0 | 010:800 | +2    | 10     |
| 3.  | Independiente Medellín     | 6   | 1 | 2 | 3 | 008:110 | −3    | 05     |
| 4.  | 9 de Octubre               | 6   | 1 | 1 | 4 | 009:150 | −6    | 04     |

| 6. April                   |           |                            |                              |
| 9 de Octubre               | 2:2 (0:2) | Internacional Porto Alegre | Estadio Jocay                |
| 7. April                   |           |                            |                              |
| Guaireña FC                | 3:3 (1:2) | Independiente Medellín     | Estadio Defensores del Chaco |
| 14. April                  |           |                            |                              |
| Independiente Medellín     | 2:1 (1:1) | 9 de Octubre               | Estadio Atanasio Girardot    |
| Internacional Porto Alegre | 1:1 (0:1) | Guaireña FC                | Estádio Beira-Rio            |
| 26. April                  |           |                            |                              |
| Independiente Medellín     | 0:1 (0:0) | Internacional Porto Alegre | Estadio Atanasio Girardot    |
| 27. April                  |           |                            |                              |
| Guaireña FC                | 1:0 (0:0) | 9 de Octubre               | Estadio Defensores del Chaco |
| 3. Mai                     |           |                            |                              |
| 9 de Octubre               | 3:2 (1:1) | Independiente Medellín     | Estadio Jocay                |
| 5. Mai                     |           |                            |                              |
| Guaireña FC                | 1:1 (1:0) | Internacional Porto Alegre | Estadio Defensores del Chaco |
| 17. Mai                    |           |                            |                              |
| Internacional Porto Alegre | 2:0 (1:0) | Independiente Medellín     | Estádio Beira-Rio            |
| 9 de Octubre               | 2:3 (1:0) | Guaireña FC                | Estadio Jocay                |
| 24. Mai                    |           |                            |                              |
| Internacional Porto Alegre | 5:1 (1:1) | 9 de Octubre               | Estádio Beira-Rio            |
| Independiente Medellín     | 1:1 (1:0) | Guaireña FC                | Estadio Atanasio Girardot    |

### Gruppe F
| Pl. | Verein                 | Sp. | S | U | N | Tore    | Diff. | Punkte |
| --- | ---------------------- | --- | - | - | - | ------- | ----- | ------ |
| 1.  | Atlético Goianiense    | 6   | 4 | 1 | 1 | 011:500 | +6    | 13     |
| 2.  | LDU Quito              | 6   | 3 | 2 | 1 | 011:900 | +2    | 11     |
| 3.  | CD Antofagasta         | 6   | 2 | 0 | 4 | 006:110 | −5    | 06     |
| 4.  | CSD Defensa y Justicia | 6   | 1 | 1 | 4 | 008:110 | −3    | 04     |

| 5. April               |           |                        |                                 |
| Atlético Goianiense    | 4:0 (0:0) | LDU Quito              | Estádio Antônio Accioly         |
| 6. April               |           |                        |                                 |
| CD Antofagasta         | 1:3 (0:2) | CSD Defensa y Justicia | Estadio Regional de Antofagasta |
| 12. April              |           |                        |                                 |
| CSD Defensa y Justicia | 0:1 (0:1) | Atlético Goianiense    | Estadio Norberto Tomaghello     |
| LDU Quito              | 4:0 (0:0) | CD Antofagasta         | Estadio La Casa Blanca          |
| 27. April              |           |                        |                                 |
| CD Antofagasta         | 2:1 (0:1) | Atlético Goianiense    | Estadio Regional de Antofagasta |
| 28. April              |           |                        |                                 |
| CSD Defensa y Justicia | 1:2 (0:0) | LDU Quito              | Estadio Norberto Tomaghello     |
| 4. Mai                 |           |                        |                                 |
| Atlético Goianiense    | 3:2 (1:0) | CSD Defensa y Justicia | Estádio Antônio Accioly         |
| CD Antofagasta         | 1:2 (1:0) | LDU Quito              | Estadio Regional de Antofagasta |
| 17. Mai                |           |                        |                                 |
| Atlético Goianiense    | 1:0 (1:0) | CD Antofagasta         | Estádio Antônio Accioly         |
| 18. Mai                |           |                        |                                 |
| LDU Quito              | 2:2 (1:2) | CSD Defensa y Justicia | Estadio La Casa Blanca          |
| 24. Mai                |           |                        |                                 |
| LDU Quito              | 1:1 (1:0) | Atlético Goianiense    | Estadio La Casa Blanca          |
| CSD Defensa y Justicia | 0:2 (0:1) | CD Antofagasta         | Estadio Norberto Tomaghello     |

### Gruppe G
| Pl. | Verein                | Sp. | S | U | N | Tore    | Diff. | Punkte |
| --- | --------------------- | --- | - | - | - | ------- | ----- | ------ |
| 1.  | Ceará SC              | 6   | 6 | 0 | 0 | 017:100 | +16   | 18     |
| 2.  | CA Independiente      | 6   | 4 | 0 | 2 | 013:400 | +9    | 12     |
| 3.  | General Caballero JLM | 6   | 1 | 1 | 4 | 002:150 | −13   | 04     |
| 4.  | Deportivo La Guaira   | 6   | 0 | 1 | 5 | 001:130 | −12   | 01     |

| 5. April              |           |                       |                                            |
| Ceará SC              | 2:1 (0:1) | CA Independiente      | Arena Castelão                             |
| 6. April              |           |                       |                                            |
| General Caballero JLM | 1:1 (1:0) | Deportivo La Guaira   | Estadio Defensores del Chaco               |
| 12. April             |           |                       |                                            |
| Deportivo La Guaira   | 0:2 (0:2) | Ceará SC              | Estadio Olímpico de la Universidad Central |
| CA Independiente      | 2:0 (0:0) | General Caballero JLM | Estadio Libertadores de América            |
| 26. April             |           |                       |                                            |
| Deportivo La Guaira   | 0:2 (0:0) | CA Independiente      | Estadio Olímpico de la Universidad Central |
| General Caballero JLM | 0:2 (0:0) | Ceará SC              | Estadio Defensores del Chaco               |
| 3. Mai                |           |                       |                                            |
| Ceará SC              | 3:0 (0:0) | Deportivo La Guaira   | Arena Castelão                             |
| General Caballero JLM | 0:4 (0:1) | CA Independiente      | Estadio Defensores del Chaco               |
| 17. Mai               |           |                       |                                            |
| Ceará SC              | 6:0 (3:0) | General Caballero JLM | Arena Castelão                             |
| 19. Mai               |           |                       |                                            |
| CA Independiente      | 4:0 (1:0) | Deportivo La Guaira   | Estadio Libertadores de América            |
| 25. Mai               |           |                       |                                            |
| CA Independiente      | 0:2 (0:1) | Ceará SC              | Estadio Libertadores de América            |
| Deportivo La Guaira   | 0:1 (0:1) | General Caballero JLM | Estadio Olímpico de la Universidad Central |

### Gruppe H
| Pl. | Verein            | Sp. | S | U | N | Tore    | Diff. | Punkte |
| --- | ----------------- | --- | - | - | - | ------- | ----- | ------ |
| 1.  | Unión de Santa Fe | 6   | 3 | 3 | 0 | 010:200 | +8    | 12     |
| 2.  | Fluminense FC     | 6   | 3 | 2 | 1 | 015:500 | +10   | 11     |
| 3.  | Atlético Junior   | 6   | 3 | 1 | 2 | 010:800 | +2    | 10     |
| 4.  | Oriente Petrolero | 6   | 0 | 0 | 6 | 002:230 | −21   | 0      |

| 6. April          |            |                   |                                        |
| Fluminense FC     | 3:0 (2:0)  | Oriente Petrolero | Maracanã                               |
| Unión de Santa Fe | 1:1 (1:1)  | Atlético Junior   | Estadio 15 de Abril                    |
| 12. April         |            |                   |                                        |
| Oriente Petrolero | 1:3 (0:1)  | Unión de Santa Fe | Estadio Ramón Tahuichi Aguilera        |
| 13. April         |            |                   |                                        |
| Atlético Junior   | 3:0 (2:0)  | Fluminense FC     | Estadio Metropolitano Roberto Meléndez |
| 26. April         |            |                   |                                        |
| Fluminense FC     | 0:0        | Unión de Santa Fe | Maracanã                               |
| 28. April         |            |                   |                                        |
| Oriente Petrolero | 1:3 (0:1)  | Atlético Junior   | Estadio Ramón Tahuichi Aguilera        |
| 4. Mai            |            |                   |                                        |
| Fluminense FC     | 2:1 (1:0)  | Atlético Junior   | Maracanã                               |
| 5. Mai            |            |                   |                                        |
| Unión de Santa Fe | 2:0 (1:0)  | Oriente Petrolero | Estadio 15 de Abril                    |
| 17. Mai           |            |                   |                                        |
| Atlético Junior   | 2:0 (2:0)  | Oriente Petrolero | Estadio Metropolitano Roberto Meléndez |
| 19. Mai           |            |                   |                                        |
| Unión de Santa Fe | 0:0        | Fluminense FC     | Estadio 15 de Abril                    |
| 26. Mai           |            |                   |                                        |
| Atlético Junior   | 0:4 (0:2)  | Unión de Santa Fe | Estadio Metropolitano Roberto Meléndez |
| Oriente Petrolero | 1:10 (1:6) | Fluminense FC     | Estadio Ramón Tahuichi Aguilera        |

## Finalrunde

### Turnierplan
|  | Achtelfinale               | Achtelfinale               | Achtelfinale |                         |   | Viertelfinale | Viertelfinale | Viertelfinale |  |  | Halbfinale | Halbfinale | Halbfinale |  |  | Finale | Finale |  |
|  |                            |                            |              |                         |   |               |               |               |  |  |            |            |            |  |  |        |        |  |
|  | Deportivo Táchira FC       | 1                          | 1 (4)        |                         |   |               |               |               |  |  |            |            |            |  |  |        |        |  |
|  | FC Santos                  | 1                          | 1 (2)        |                         |   |               |               |               |  |  |            |            |            |  |  |        |        |  |
|  | FC Santos                  | 1                          | 1 (2)        | Deportivo Táchira FC    | 0 | 1             |               |               |  |  |            |            |            |  |  |        |        |  |
|  |                            |                            |              | Deportivo Táchira FC    | 0 | 1             |               |               |  |  |            |            |            |  |  |        |        |  |
|  |                            | Independiente del Valle    | 1            | 4                       |   |               |               |               |  |  |            |            |            |  |  |        |        |  |
|  | Independiente del Valle    | Independiente del Valle    | 1            | 4                       | 2 | 0             |               |               |  |  |            |            |            |  |  |        |        |  |
|  | Independiente del Valle    |                            |              |                         | 2 | 0             |               |               |  |  |            |            |            |  |  |        |        |  |
|  | CA Lanús                   | 1                          | 0            |                         |   |               |               |               |  |  |            |            |            |  |  |        |        |  |
|  | CA Lanús                   | 1                          | 0            | Independiente del Valle | 3 | 3             |               |               |  |  |            |            |            |  |  |        |        |  |
|  |                            |                            |              |                         |   |               |               |               |  |  |            |            |            |  |  |        |        |  |
|  |                            | FBC Melgar                 | 0            | 0                       |   |               |               |               |  |  |            |            |            |  |  |        |        |  |
|  | Deportivo Cali             | FBC Melgar                 | 0            | 0                       | 0 | 1             |               |               |  |  |            |            |            |  |  |        |        |  |
|  | Deportivo Cali             |                            |              |                         | 0 | 1             |               |               |  |  |            |            |            |  |  |        |        |  |
|  | FBC Melgar                 | 0                          | 2            |                         |   |               |               |               |  |  |            |            |            |  |  |        |        |  |
|  | FBC Melgar                 | 0                          | 2            | FBC Melgar              | 0 | 0 (3)         |               |               |  |  |            |            |            |  |  |        |        |  |
|  |                            |                            |              | FBC Melgar              | 0 | 0 (3)         |               |               |  |  |            |            |            |  |  |        |        |  |
|  |                            | Internacional Porto Alegre | 0            | 0 (1)                   |   |               |               |               |  |  |            |            |            |  |  |        |        |  |
|  | CSD Colo-Colo              | Internacional Porto Alegre | 0            | 0 (1)                   | 2 | 1             |               |               |  |  |            |            |            |  |  |        |        |  |
|  | CSD Colo-Colo              |                            |              |                         | 2 | 1             |               |               |  |  |            |            |            |  |  |        |        |  |
|  | Internacional Porto Alegre | 0                          | 4            |                         |   |               |               |               |  |  |            |            |            |  |  |        |        |  |
|  | Internacional Porto Alegre | 0                          | 4            | Independiente del Valle | 2 |               |               |               |  |  |            |            |            |  |  |        |        |  |
|  |                            |                            |              |                         |   |               |               |               |  |  |            |            |            |  |  |        |        |  |
|  |                            | FC São Paulo               | 0            |                         |   |               |               |               |  |  |            |            |            |  |  |        |        |  |
|  | Nacional Montevideo        | FC São Paulo               | 0            | 2                       | 2 |               |               |               |  |  |            |            |            |  |  |        |        |  |
|  | Nacional Montevideo        |                            |              |                         | 2 |               |               |               |  |  |            |            |            |  |  |        |        |  |
|  | Unión de Santa Fe          | 0                          | 1            |                         |   |               |               |               |  |  |            |            |            |  |  |        |        |  |
|  | Unión de Santa Fe          | 0                          | 1            | Nacional Montevideo     | 0 | 0             |               |               |  |  |            |            |            |  |  |        |        |  |
|  |                            |                            |              | Nacional Montevideo     | 0 | 0             |               |               |  |  |            |            |            |  |  |        |        |  |
|  |                            | Atlético Goianiense        | 1            | 3                       |   |               |               |               |  |  |            |            |            |  |  |        |        |  |
|  | Club Olimpia               | Atlético Goianiense        | 1            | 3                       | 2 | 0 (3)         |               |               |  |  |            |            |            |  |  |        |        |  |
|  | Club Olimpia               |                            |              |                         | 2 | 0 (3)         |               |               |  |  |            |            |            |  |  |        |        |  |
|  | Atlético Goianiense        | 0                          | 2 (5)        |                         |   |               |               |               |  |  |            |            |            |  |  |        |        |  |
|  | Atlético Goianiense        | 0                          | 2 (5)        | Atlético Goianiense     | 3 | 0 (2)         |               |               |  |  |            |            |            |  |  |        |        |  |
|  |                            |                            |              |                         |   |               |               |               |  |  |            |            |            |  |  |        |        |  |
|  |                            | FC São Paulo               | 1            | 2 (4)                   |   |               |               |               |  |  |            |            |            |  |  |        |        |  |
|  | CD Universidad Católica    | FC São Paulo               | 1            | 2 (4)                   | 2 | 1             |               |               |  |  |            |            |            |  |  |        |        |  |
|  | CD Universidad Católica    |                            |              |                         | 2 | 1             |               |               |  |  |            |            |            |  |  |        |        |  |
|  | FC São Paulo               | 4                          | 4            |                         |   |               |               |               |  |  |            |            |            |  |  |        |        |  |
|  | FC São Paulo               | 4                          | 4            | FC São Paulo            | 1 | 1 (4)         |               |               |  |  |            |            |            |  |  |        |        |  |
|  |                            |                            |              | FC São Paulo            | 1 | 1 (4)         |               |               |  |  |            |            |            |  |  |        |        |  |
|  |                            | Ceará SC                   | 0            | 2 (3)                   |   |               |               |               |  |  |            |            |            |  |  |        |        |  |
|  | Club The Strongest         | Ceará SC                   | 0            | 2 (3)                   | 1 | 0             |               |               |  |  |            |            |            |  |  |        |        |  |
|  | Club The Strongest         |                            |              |                         | 1 | 0             |               |               |  |  |            |            |            |  |  |        |        |  |
|  | Ceará SC                   | 2                          | 3            |                         |   |               |               |               |  |  |            |            |            |  |  |        |        |  |

### Achtelfinale
| Datum      |                         | Gesamt          |                            | Hinspiel  | Rückspiel |
| ---------- | ----------------------- | --------------- | -------------------------- | --------- | --------- |
| 29.6./6.7. | Deportivo Táchira FC    | 2:2 (4:2 i. E.) | Club Libertad              | 1:1 (1:0) | 1:1 (1:0) |
| 28.6./5.7. | Nacional Montevideo     | 4:1             | Unión de Santa Fe          | 2:0 (2:0) | 2:1 (0:0) |
| 30.6./7.7. | CD Universidad Católica | 3:8             | FC São Paulo               | 2:4 (0:3) | 1:4 (0:1) |
| 28.6./5.7. | CSD Colo-Colo           | 3:4             | Internacional Porto Alegre | 2:0 (1:0) | 1:4 (1:2) |
| 29.6./6.7. | Deportivo Cali          | 1:2             | FBC Melgar                 | 0:0       | 1:2 (0:0) |
| 29.6./6.7. | Club The Strongest      | 1:5             | Ceará SC                   | 1:2 (1:0) | 0:3 (0:2) |
| 30.6./7.7. | Club Olimpia            | 2:2 (3:5 i. E.) | Atlético Goianiense        | 2:0 (1:0) | 0:2 (0:2) |
| 30.6./7.7. | Independiente del Valle | 2:1             | CA Lanús                   | 2:1 (1:0) | 0:0       |

### Viertelfinale
| Datum      |                      | Gesamt          |                            | Hinspiel  | Rückspiel |
| ---------- | -------------------- | --------------- | -------------------------- | --------- | --------- |
| 2.8./9.8.  | Deportivo Táchira FC | 1:5             | Independiente del Valle    | 0:1 (0:1) | 1:4 (1:2) |
| 2.8./9.8.  | Nacional Montevideo  | 0:4             | Atlético Goianiense        | 0:1 (0:1) | 0:3 (0:2) |
| 3.8./10.8. | FC São Paulo         | 2:2 (4:3 i. E.) | Ceará SC                   | 1:0 (0:0) | 1:2 (0:1) |
| 4.8./11.8. | FBC Melgar           | 0:0 (3:1 i. E.) | Internacional Porto Alegre | 0:0       | 0:0       |

### Halbfinale
| Datum      |                         | Gesamt          |              | Hinspiel  | Rückspiel |
| ---------- | ----------------------- | --------------- | ------------ | --------- | --------- |
| 31.8./7.9. | Independiente del Valle | 6:0             | FBC Melgar   | 3:0 (1:0) | 3:0 (1:0) |
| 1.9./8.9.  | Atlético Goianiense     | 3:3 (2:4 i. E.) | FC São Paulo | 3:1 (1:1) | 0:2 (0:1) |

## Finale
| FC São Paulo                                              | FC São Paulo | Independiente del Valle | Independiente del Valle |
| --------------------------------------------------------- | --- | --- | ----------------------- |
| FC São Paulo                                              | \| 1. Oktober 2022 in Córdoba, Argentinien (Estadio Córdoba) \| \| Ergebnis: 0:2 (0:1) \| \| Schiedsrichter: Wilmar Roldán ( Kolumbien) \| | \| 1. Oktober 2022 in Córdoba, Argentinien (Estadio Córdoba) \| \| Ergebnis: 0:2 (0:1) \| \| Schiedsrichter: Wilmar Roldán ( Kolumbien) \| | Independiente del Valle |
| FC São Paulo                                              | 1 Felipe Alves – 2 Igor Vinícius, 4 Diego Costa , 16 Léo Pelé, 6 Reinaldo – 29 Pablo Maia, 25 Rodrigo Nestor 75., 12 Alisson 75., 3 Patrick 75. – 11 Luciano, 9 Jonathan Calleri Reserve 19 Jandrei, 13 Rafinha, 22 João Miranda, 34 Welington, 44 Nahuel Ferraresi, 20 Andrés Colorado, 21 Giuliano Galoppo 75., 26 Igor Gomes 75., 37 Talles Costa, 23 Éder 75., 39 Nahuel Bustos, 45 Marcos Guilherme Cheftrainer: Rogério Ceni | 1 Moisés Ramírez – 31 Matías Fernández, 14 Mateo Carabajal, 5 Richard Schunke, 2 Luis Segovia, 6 Jhoanner Chávez 90+5. – 20 Marco Angulo 80., 16 Cristian Pellerano , 8 Lorenzo Faravelli 90+5. – 10 Junior Sornoza 79., 19 Lautaro Ariel Díaz 73. Reserve 12 Joan López, 15 Beder Caicedo 90+5., 24 Orlando Herrera, 7 Fernando Gaibor 80., 11 Danny Cabezas, 13 Patrick Mercado, 23 Mateo Ortiz 90+5., 28 Yaimar Medina, 29 Julio Joao Ortiz 73., 50 Alan Minda, 17 Jaime Ayoví 79., 32 Jonathan Bauman Cheftrainer: Martín Anselmi | Independiente del Valle |
| FC São Paulo                                              | 0:1 Lautaro Ariel Díaz (13.) 0:2 Lorenzo Faravelli (67.) | | Independiente del Valle |
| FC São Paulo                                              | Reinaldo (45.+1'), Jonathan Calleri (87.), Diego Costa (89.) | Mateo Carabajal (43.), Richard Schunke (79.), Cristian Pellerano (89.) | Independiente del Valle |
| FC São Paulo                                              | Jonathan Calleri (90.+3') | | Independiente del Valle |
| FC São Paulo                                              | Diego Costa (90.+6') | | Independiente del Valle |
| FC São Paulo                                              | Spieler des Spiels: Lautaro Ariel Díaz | | Independiente del Valle |
| 1. Oktober 2022 in Córdoba, Argentinien (Estadio Córdoba) | | |                         |
| Ergebnis: 0:2 (0:1)                                       | | |                         |
| Schiedsrichter: Wilmar Roldán ( Kolumbien)                | | |                         |

## Beste Torschützen
| Rang | Spieler             | Klub                    | Tore |
| ---- | ------------------- | ----------------------- | ---- |
| 1    | Bernardo Cuesta     | FBC Melgar              | 8    |
| 2    | John Stiven Mendoza | Ceará SC                | 6    |
| 3    | Miguel Borja        | Atlético Junior         | 5    |
|      | Lautaro Ariel Díaz  | Independiente del Valle | 5    |
|      | Luciano             | FC São Paulo            | 5    |
|      | Mario Otazú         | Guaireña FC             | 5    |
| 6    | Lucas Albertengoz   | CSD Defensa y Justicia  | 4    |
|      | Alexander Alvarado  | LDU Quito               | 4    |
|      | Mauro Méndez        | Montevideo Wanderers    | 4    |
|      | Sebastián Sáez      | Unión La Calera         | 4    |
|      | Cristian Techera    | Ayacucho FC             | 4    |